# Ósemka (węzeł)

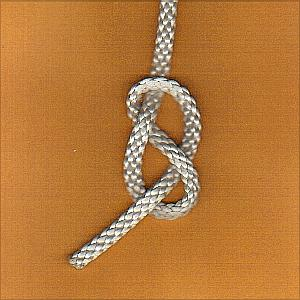
Ósemka

Ósemka – węzeł stosowany we wspinaczce oraz żeglarstwie m.in. do zabezpieczania końcówki liny np. przed wysunięciem się przez przyrząd asekuracyjny, bloczek lub kipę.
We wspinaczce często używana jest również podwójna ósemka.